# Otocky
Otocky (オトッキー, Otokkī) est un jeu vidéo sorti en 1987 sur Famicom Disk System. Développé par SEDIC et édité par ASCII, le jeu a été conçu par Toshio Iwai.

## Système de jeu

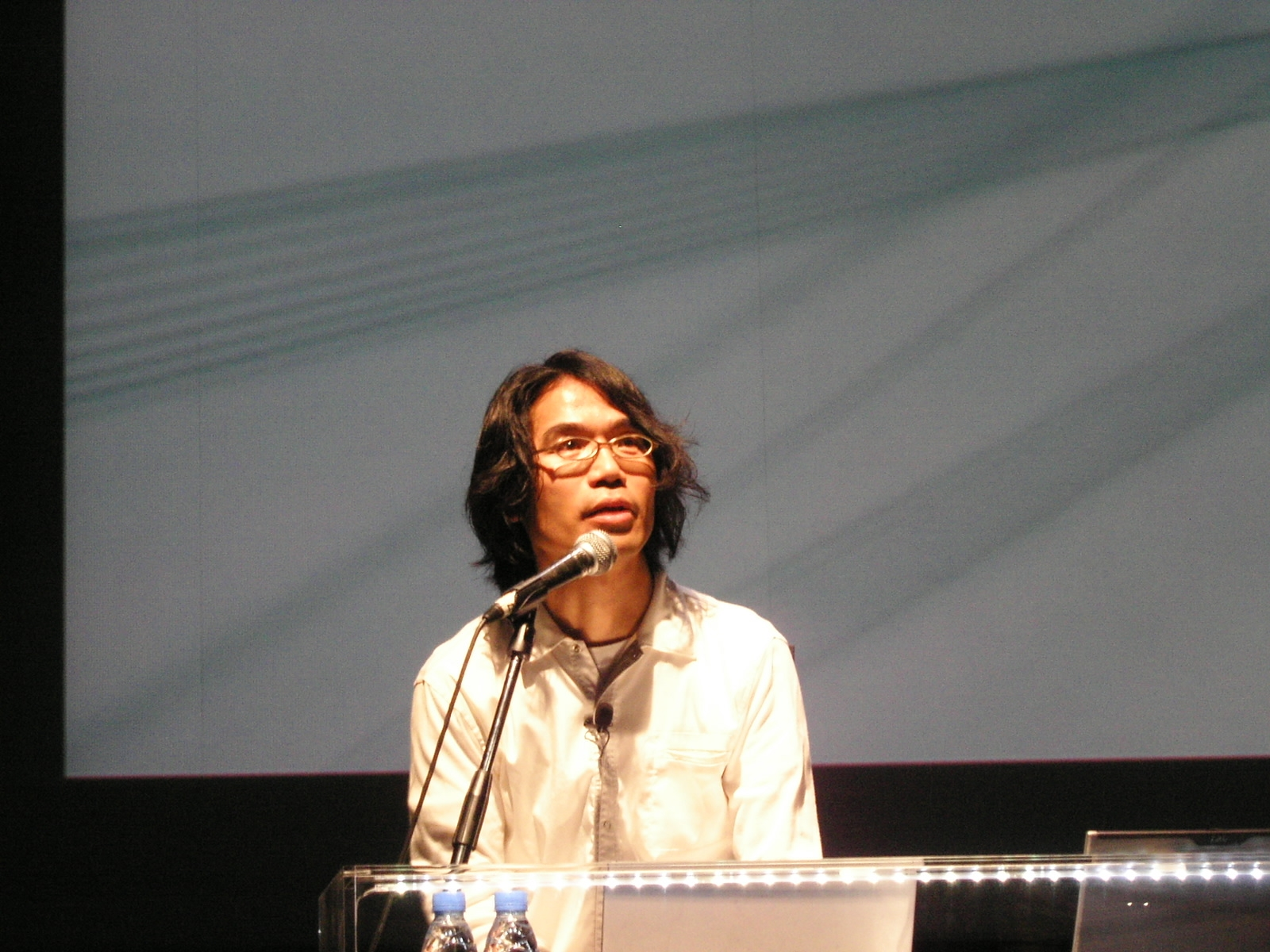
Le concepteur du jeu Toshio Iwai (photo de 2005).

Otocky peut être décrit comme un « shoot them up musical ». Le vaisseau spatial du joueur utilise, pour arme, une boule qui peut aller dans huit directions qui correspondent chacune à un son différent. Il y a un rythme de fond et c'est le joueur qui compose la musique en utilisant son arme. 
La boule sert à toucher les ennemis mais aussi à attraper différents types d'objets :
- Des notes de musique qu'il faut collecter pour finir le niveau;
- Des lettres « A » qui permettent de changer d'instrument de musique, les sons produits par la boule sont alors différents;
- Des lettres « B » qui fournissent une arme secondaire;

Etc.
La boule rétrécit, lorsque le joueur est touché par un ennemi, jusqu'à la perte d'une vie.

## À noter
Finir le jeu débloque un éditeur de musique qui permet de composer ses propres mélodies.